# Placówka Straży Granicznej w Wetlinie
Placówka Straży Granicznej w Wetlinie – graniczna jednostka organizacyjna Straży Granicznej realizująca zadania w ochronie granicy państwowej z Republiką Słowacji (wewnętrznej granicy Unii Europejskiej) i Ukrainą (zewnętrznej granicy Unii Europejskiej).

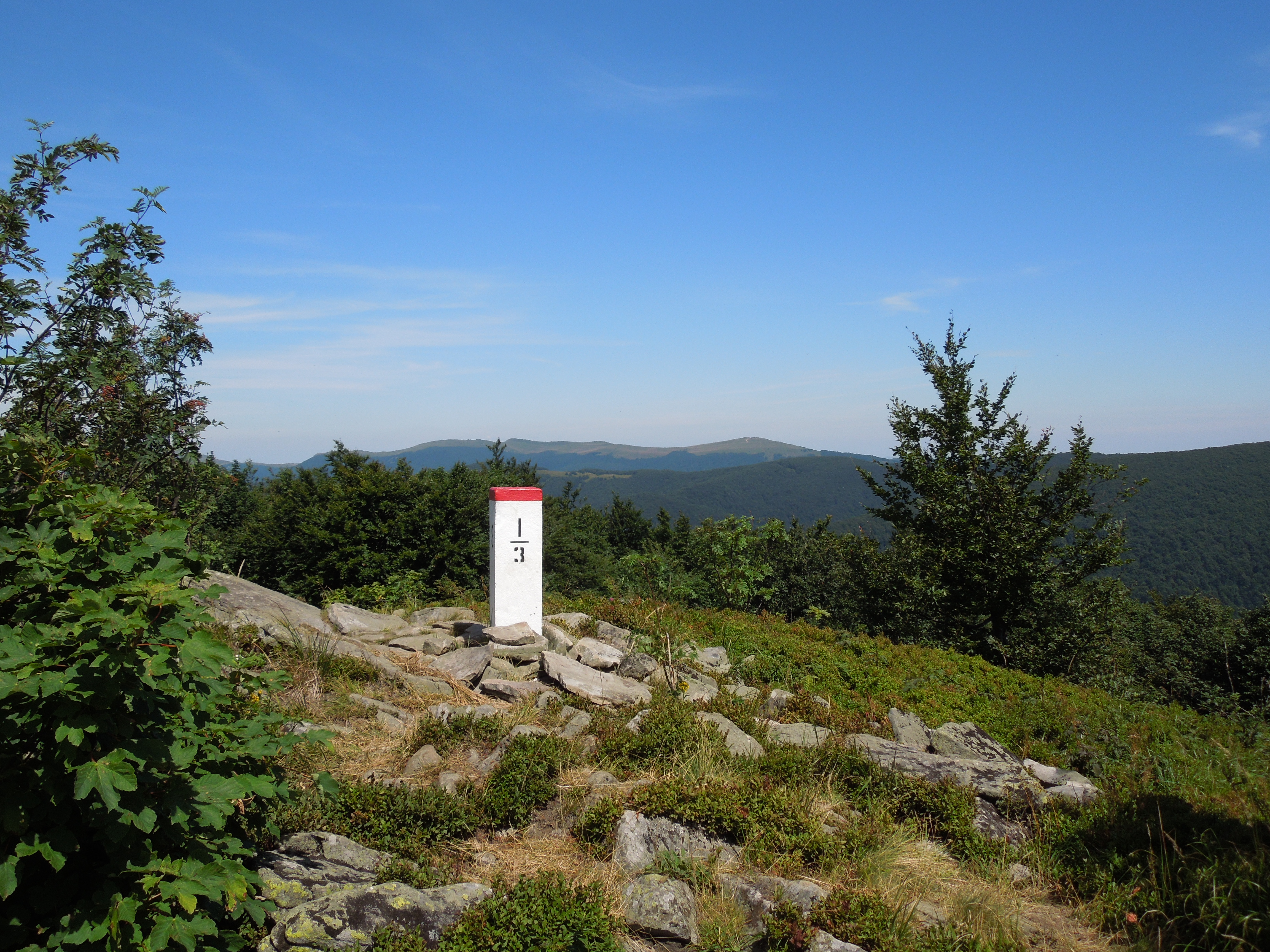
Granica polsko-słowacka, znak gran. nr I/3 w rej. Kamienna (sierpień 2015)

## Formowanie i zmiany organizacyjne
Placówka Straży Granicznej w Wetlinie (PSG w Wetlinie) z siedzibą w Wetlinie, została utworzona 24 sierpnia 2005 Ustawą z 22 kwietnia 2005 O zmianie ustawy o Straży Granicznej..., w strukturach Karpackiego Oddziału Straży Granicznej w Nowym Sączu z przemianowania dotychczas funkcjonującej Strażnicy Straży Granicznej w Wetlinie (Strażnica SG w Wetlinie). Znacznie rozszerzono także uprawnienia komendantów, m.in. w zakresie działań podejmowanych wobec cudzoziemców przebywających na terytorium RP.
25 listopada 2005 nastąpiło zakończenie służby w Straży Granicznej funkcjonariuszy służby kandydackiej i przejście Straży Granicznej na system służby zawodowej.
1 czerwca 2009 Placówka Straży Granicznej w Wetlinie została włączona w struktury Bieszczadzkiego Oddziału Straży Granicznej w Przemyślu.
W 2023, Placówka Straży Granicznej w Wetlinie miała status placówki SG kategorii III.

## Terytorialny zasięg działania
Stan z 30 maja 2018
- Od znaku granicznego nr 15 do znaku granicznego nr I/51.
- W strefie nadgranicznej linia rozgraniczenia z placówką Straży Granicznej w:

1. Ustrzykach Górnych: włączony znak graniczny nr 15, góra Wielka Rawka, dalej szlakiem turystycznym, góra Mała Rawka, dalej szlakiem turystycznym w kierunku północno-zachodnim do Przełęczy Wyżnej (Przełęcz nad Brzegami Górnymi), dalej granicą gmin Lutowiska i Cisna do góry Smerek (z wyłączeniem góry).
2. Sanoku: wyłączony znak graniczny nr I/51 dalej granicą gmin Cisna i Komańcza, Baligród i Komańcza oraz Baligród i Zagórz.
3. Krościenku: od styku gmin Czarna, Solina i Cisna, granicą gmin Cisna i Solina, Baligród i Solina[c].
4. Czarnej Górnej: granicą gmin Czarna i Cisna[d].
5. Stuposianach: granicą gmin Lutowiska i Cisna.

Stan z 1 sierpnia 2011
Placówka Straży Granicznej w Wetlinie ochrania odcinek granicy państwowej z Republiką Słowacji i Ukrainą:
- Włącznie od znaku granicznego nr 15, wyłącznie do znaku granicznego nr I/51.
- W strefie nadgranicznej z placówką Straży Granicznej w::

1. Ustrzykach Górnych: włącznie znak graniczny nr 15, włącznie gmina Mała Rawka, włącznie gmina Wielka Rawka, Przełęcz Wyżna (Przełęcz nad Brzegami Górnymi), dalej granicą gmin Lutowiska oraz Cisna do włącznie Smerek
2. Sanoku: wyłącznie znak graniczny nr I/51 dalej granicą gmin Cisna, Baligród oraz Komańcza, Zagórz.
3. Krościenku: od styku gmin Ustrzyki Dolne, Czarna Górna i Solina prawym brzegiem rz. San do granicy gminy Olszanica, dalej granicą gmin Olszanica oraz Solina.
4. Czarnej Górnej: granicą gmin Czarna Górna oraz Cisna i Solina.
5. Stuposianach: granicą gmin Lutowiska oraz Cisna.

## Sąsiednie placówki
- Placówka SG w Ustrzykach Górnych ⇔ Placówka SG w Sanoku, Placówka SG w Krościenku, Placówka SG w Czarnej Górnej,  Placówka SG w Stuposianach – 30.05.2018[b].

## Komendanci placówki
- por. SG Zbigniew Pelc (2002 -2005)
- ppłk SG Maciej Brzeziński (od 2019[7]– aktualnie[6]).